# Johannes de Britto

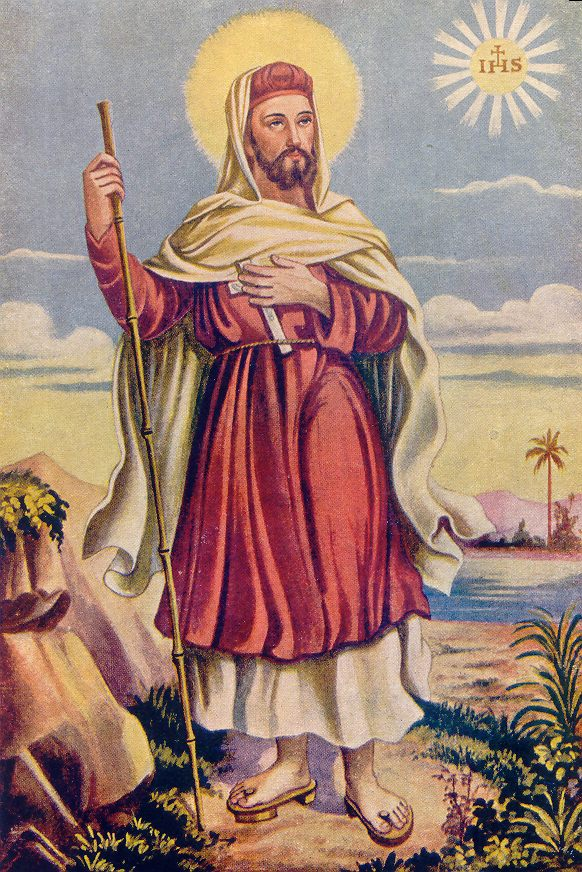
Johannes de Britto, traditionelle Darstellung aus dem 19. Jahrhundert

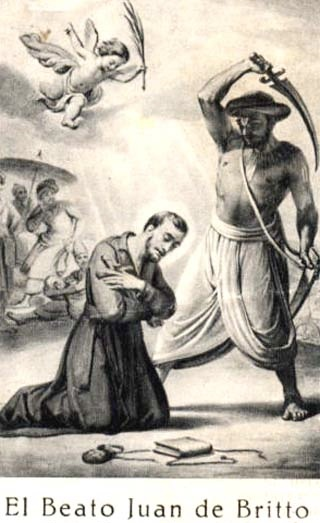
Hinrichtung des Hl. John de Britto, 1693; (19. Jahrhundert)

Johannes de Britto (Portugiesisch: João de Brito; * 1. März 1647 in Lissabon; † 4. Februar 1693 in Oriur, Indien) war ein portugiesischer Jesuit, Missionar und Märtyrer, der auch als „Portugiesischer Franz Xaver“ bezeichnet wird. Er ist ein Heiliger der katholischen Kirche.

## Leben und Wirken
Britto stammte aus einer mächtigen portugiesischen Adelsfamilie. Sein Vater starb als Vizekönig von Brasilien. Er trat 1662 in der Jesuitenorden ein und studierte im berühmten Kolleg von Coimbra und an der Universität Évora. 1673 ging er in die Missionsgebiete von Maduré in Südindien, heute Tamil Nadu. 1683 kehrte er als Missionsprokurator nach Europa zurück. König Pedro II. versuchte ihn zum Bleiben zu bewegen, aber er kehrte zusammen mit 24 neuen Missionaren 1690 nach Indien zurück.
Die Maduré-Mission war ein Versuch, eine indische Katholische Kirche zu begründen, die relativ frei von europäischer kultureller Domination war. Deshalb lernte Britto die lokalen Sprachen, kleidete sich und lebte wie ein hinduistischer Heiliger und versuchte den katholischen Glauben in Kategorien und Begriffen zu lehren, die im kulturellen Kontext Indiens verständlich waren. Diese Vorgehensweise war schon von Roberto de Nobili vorgeschlagen und praktiziert worden und war von beachtlichem Erfolg begleitet (Akkommodation).
Am 28. Januar 1693 wurde Britto aufgrund seiner Predigttätigkeit von einem indischen König, dem Setupati von Marava, zum Tod verurteilt und am 4. Februar 1693 hingerichtet.

## Verehrung
Der Jesuit wurde am 21. August 1853 von Papst Pius IX. zum Seligen erklärt und am 22. Juni 1947 von Papst Pius XII. heiliggesprochen. Nach ihm ist die portugiesische Gemeinde São João de Brito benannt. Neben Kirchen in Portugal, ist auch São João de Brito im osttimoresischen Liquiçá dem Heiligen geweiht.